# No Heavy Petting
No Heavy Petting es el quinto álbum de estudio de la banda británica de hard rock y heavy metal UFO, publicado en 1976 por Chrysalis Records. En este participa por primera y única vez el músico argentino Danny Peyronel en los teclados como miembro activo. Por otra parte, alcanzó el puesto 167 en la lista Billboard 200 de los Estados Unidos.
Al igual que los dos discos anteriores la portada fue creada por Hipgnosis, en la cual aparece un mono encima del hombro de una mujer. Por otro lado, en el 2007 fue remasterizado y publicado en formato disco compacto, con cinco canciones como pistas adicionales en las que destaca el cover del tema «All or Nothing» del grupo Small Faces.

## Lista de canciones
| N.º | Título               | Escritor(es)                | Duración |  |
| 1.  | «Natural Thing»      | Schenker, Mogg, Way         | 4:01     |  |
| 2.  | «I'm A Loser»        | Schenker, Mogg              | 3:55     |  |
| 3.  | «Can You Roll Her»   | Schenker, Mogg, Peyronel    | 2:58     |  |
| 4.  | «Belladonna»         | Schenker, Mogg              | 4:32     |  |
| 5.  | «Reasons Love»       | Schenker, Mogg              | 3:17     |  |
| 6.  | «Highway Lady»       | Peyronel                    | 3:49     |  |
| 7.  | «On With the Action» | Schenker, Mogg              | 5:03     |  |
| 8.  | «A Fool In Love»     | Frankie Miller, Andy Fraser | 2:50     |  |
| 9.  | «Martian Landscape»  | Peyronel                    | 5:11     |  |

| Pistas adicionales en reedición del 2007 |                                         |                                       |          |  |
| N.º                                      | Título                                  | Escritor(es)                          | Duración |  |
| 10.                                      | «All or Nothing» (cover de Small Faces) | Ronnie Lane, Steve Marriott           | 3:30     |  |
| 11.                                      | «French Kisses»                         | Schenker, Mogg, Way, Parker, Peyronel | 3:07     |  |
| 12.                                      | «Have You Seen Me Lately Joan»          | Miller                                | 4:00     |  |
| 13.                                      | «Do It If You Can»                      | Schenker, Mogg, Way, Parker, Peyronel | 3:17     |  |
| 14.                                      | «All the Strings»                       | Peyronel                              | 5:58     |  |

## Músicos
- Phil Mogg: voz
- Michael Schenker: guitarra eléctrica
- Pete Way: bajo
- Danny Peyronel: teclados
- Andy Parker: batería